# Hibiscus macrogonus
Hibiscus macrogonus är en malvaväxtart som beskrevs av Henri Ernest Baillon. Hibiscus macrogonus ingår i Hibiskussläktet som ingår i familjen malvaväxter. Utöver nominatformen finns också underarten H. m. manombensis.